# Aşağıbüklü, Bulanık
Aşağıbüklü là một xã thuộc huyện Bulanık, tỉnh Muş, Thổ Nhĩ Kỳ. Dân số thời điểm năm 2011 là 508 người.